# Первая битва при Ньюбери
Первая битва при Ньюбери (англ. First Battle of Newbury) — сражение Первой гражданской войны в Англии, которая произошла 20 сентября 1643 года между армией роялистов под личным командованием короля Карла I и силами парламента во главе с графом Эссексом.

## История
После начала гражданской войны обе стороны предполагали, что она будет решена одним сражением. Но к концу 1642 года стало ясно, что это не так. После безрезультатной битвы при Эджхилле, в октябре роялисты двинулись на Лондон; после того, как в ноябре они были остановлены в Тернхэм-Грин, Чарльз основал свою столицу в Оксфорде. Граф Эссекс, командующий главной армией парламентариев, получил приказ взять Оксфорд. 27 апреля он захватил Рединг и оставался здесь до середины мая, утверждая, что не может продвигаться дальше без дополнительных припасов и денег.
Несмотря на тупиковую ситуацию под Оксфордом, успех роялистов в других местах предоставил им возможность для решающей победы. На юго-западе командующий роялистами сэр Ральф Хоптон обеспечил Корнуолл победой при Брэддок-Даун в январе, а в июле нанес серьёзное поражение Army of the Southern Association Уоллера при Раундвей-Даун. Эта победа изолировала гарнизоны парламентариев на западе; усиленные войсками из Оксфорда под командованием принца Руперта, роялисты 26 июля захватили Бристоль, получив второй по величине город в Британии.
После года успехов роялистов, парламентарии (круглоголовые) остались без боеспособной армии на западе Англии. Когда Карл осадил Глостер, парламентарии были вынуждены собрать силы под командованием Эссекса, чтобы отбить армию Карла. После долгого марша Эссекс застал роялистов врасплох и вынудил их покинуть Глостер с отступлением в сторону Лондона. Чарльз собрал свои силы и встретился с армией Эссекса в Ньюбери. Граф Эссекс отреагировал внезапной атакой на позиции роялистов на рассвете, захватив несколько стратегических возвышенностей. В результате битвы при Ньюбери обе измученные армии вышли из боя. Но силы графа Эссекса оказались более подготовленными и он продолжил наступление на Лондон.
Причины неспособности роялистов победить парламентариев включают нехватку боеприпасов, относительный недостаток профессионализма их солдат и тактику Эссекса, который компенсировал «его столь оплакиваемую нехватку кавалерии тактической изобретательностью и огневой мощью». Хотя количество потерь было относительно небольшим (1300 роялистов и 1200 парламентариев), историки, изучавшие это сражение, считают его одним из самых решающих в Первой гражданской войне в Англии, ознаменовавшим кульминацию наступления роялистов и приведшим к подписанию Торжественной лиги и Ковенанта, принесших в конечном итоге победу круглоголовым.
Хотя внимание историков обычно сосредоточено на более крупных сражениях, таких как битвы при Эджхилле и Марстон-Муре, некоторые учёные, изучавшие этот период, считают Первую битву при Ньюбери определяющим моментом Гражданской войны в Англии.